# L'ombra delle spie
L'ombra delle spie (The Courier) è un film del 2020 diretto da Dominic Cooke, basato sulla vita della spia britannica Greville Wynne, noto soprattutto per la sua collaborazione con l'ufficiale sovietico Oleg Vladimirovič Pen'kovskij.

## Trama
Un uomo d'affari britannico, Greville Wynne, aiuta l'Intelligence Service  a penetrare nel programma nucleare sovietico durante la guerra fredda. Wynne e la sua fonte russa, Oleg Penkovsky (nome in codice Ironbark), forniscono informazioni cruciali per porre fine alla crisi dei missili di Cuba.

## Produzione
Il 1º maggio 2018 è stato annunciato che la FilmNation Entertainment stava producendo un film con protagonista Benedict Cumberbatch, nel ruolo della spia britannica Greville Wynne. Nell'ottobre 2018, è stato comunicato che Rachel Brosnahan, Jessie Buckley, Merab Ninidze, Angus Wright e Kirill Pirogov si erano uniti al cast del film.

### Riprese
Le riprese principali del film, che sono iniziate il 15 ottobre 2018 e si sono concluse il 7 dicembre dello stesso anno, si sono svolte a Praga e a Londra.

## Colonna sonora
La colonna sonora, pubblicata dalla Lakeshore Records il 19 marzo 2021, è stata composta da Abel Korzeniowski.

### Tracce
The Courier (Original Motion Picture Soundtrack)
Musiche di Abel Korzeniowski.
1. Spies and Typewriters – 2:23
2. Iron Curtain – 2:22
3. First Contact – 2:01
4. Greville – 1:34
5. Secret Meeting – 2:15
6. Prelude – 1:30
7. It Has to Be You – 3:06
8. Eyes of the State – 2:07
9. Cigarettes – 2:08
10. Cuban Missiles – 1:05
11. Our Last Trip to Moscow – 4:02
12. I Have a Light Day – 1:18
13. Trenchcoats vs. KGB – 3:04
14. Arrested – 2:25
15. Cold Soup – 2:11
16. Breakdown – 1:32
17. When You Come Home – 1:04
18. Maybe We Are Only Two People – 4:40

## Distribuzione
The Courier è stato presentato in anteprima mondiale con il titolo Ironbark al Sundance Film Festival il 24 gennaio 2020. In Italia è stato trasmesso per la prima volta il 30 agosto 2021 su Sky Cinema Uno.
Alcune date di uscita internazionali del film:
- 18 marzo 2021 in Danimarca (Den gode spion), Ucraina (Код: Залізна Кора) e Russia (Игры шпионов)
- 19 marzo negli Stati Uniti d'America (The Courier)[13], Canada (Ironbark), Brasile e Irlanda
- 25 marzo nei Paesi Bassi
- 1º aprile in Australia (Ironbark) e Portogallo (O Espião Inglês)
- 9 aprile a Taiwan (鐵幕行動)
- 15 aprile in Germania (Ironbark)
- 17 maggio in Regno Unito (The Courier)
- 28 maggio in Lituania (Kurjeris)
- 9 giugno in Francia (Un espion ordinaire)
- 11 giugno in Turchia
- 30 agosto in Italia (L'ombra delle spie)
- 29 ottobre in Spagna (El espía inglés)

### Divieti
Negli Stati Uniti, il film è stato valutato PG-13 dalla Motion Picture Association of America.

## Accoglienza

### Incassi
Il film durante il suo primo weekend è stato proiettato in un totale di 1433 sale, incassando 2000000 $ e piazzandosi terzo al botteghino.
La pellicola in tutto il mondo ha incassato 26001227 $.

### Critica
Sull'aggregatore di recensioni Rotten Tomatoes il film ottiene l'85% delle recensioni professionali positive, con un voto medio di 6,7 su 10 basato su 210 critiche, mentre su Metacritic ha un punteggio di 65 su 100 basato su 37 recensioni.

## Riconoscimenti
- 2020 - British Independent Film Awards
  - Candidatura come miglior attore non protagonista a Merab Ninidze[19]